# الاستيلاء على باليرمو (1036)
```
سمح استيلاء 
الزيريين
 
والحماديين
 على 
باليرمو
 عام 
1036
 للأخيرين بفرض هيمنتهم على الجزيرة. حيث وضعت 
الأمير الكلبي
 أحمد بن يوسف الأكحل حاكم الجزيرة في مواجهة القوات التي أرسلها الأمير الزيري المعز بن باديس. حيث أتى ذلك في سياق إضعاف سلالة الكلبيين بسبب إخفاقاتها ضد 
البيزنطيين
 .
```

## سياق
بدت سلطة الكلبيين في صقلية تضعف و بدأت مختلف الأطراف تتنازع عليها بشكل متزايد وخاضعة للانقسامات بعد إخفاقاتها ضد البيزنطيين في كالابريا. كان الملك الزيري المعز عن يراقب عن كثب هذه الممتلكات الفاطمية القديمة والتي يحلم بتكرار مآثر الأغالبة واحتلالها. في نهاية عهد باديس (حوالي 1014-1015) تم ترحيل جميع البربر في الجزيرة إلى إفريقية على يد جعفر ابن أمير الكلبيين يوسف كدعم مفترض لمتظاهر مخلوع يُدعى علي. بعد ثورة اندلعت في باليرمو عام 1019 هرب يوسف وابنه جعفر إلى مصر وغادرا صقلية في أيدي الأمير أحمد بن يوسف قال " الأكحل ». نجح الأكحل في ردوده ضد المسيحيين وانتهى الأمر باعتراف جميع حصون صقلية بسلطته. إلا أنه سعى إلى الاعتماد على الصقليين ضد الأفارقة الأمر الذي فشل ودفعه إلى ممارسة السياسة المعاكسة. ال" الأفارقة » وافقوا على دعمه ضد الإعفاءات الضريبية الأمر الذي أثار غضب الصقليين الذين ذهبوا للقاء المعز وطلبوا منه التدخل وإلا فسيكونون على استعداد لتسليم جزيرتهم للمسيحيين.

## الحملة
وعلى هذا النهج الذي تم خلال سنة 427 هجرية نظم الزيريون حملة قوامها 3000 فارس و3000 جندي مشاة بما في ذلك قوات صنهاجة والحماديين كتعزيزات حيث تعهد المعز بقيادة الحملة إلى ابنه عبد الله الذي سينتصر ويدخل باليرمو ويحاصر الأكحل في قصره بالحليسة. وقد تعرض الأخير للخيانة من قبل الصقليين الموالين للزيريين وأرسل رأسه إلى المعز.
وبعد سنوات قليلة وربما أشهر قليلة تآمر سكان الجزيرة على الزيريين وثاروا أخيرًا بعد أن كبدوا خسائر تصل إلى 300 رجل للفرقة الزيرية التي اضطرت للعودة إلى إفريقية تاركين الجزيرة في حالة من الفوضى  والتي بعد محاولة ارجاع سيادة امارة بني كلب ستقود الجزيرة إلى فترة السادة المجزأة  أو القادة  غير القادرين على تشكيل جبهة مشتركة في مواجهة الغزو النورماندي القادم.

## المذكرات و المراجع
1. ↑  Idris 1959، صفحة 169
2. 1 2 3  Idris 1959، صفحة 170
3. ↑  Guichard, Pierre (2000). L'Espagne et la Sicile musulmanes aux XIe et XIIe siècles (بالفرنسية). Presses Universitaires Lyon. p. 15. ISBN:978-2-7297-0658-6. Archived from the original on 2022-10-14. Retrieved 2021-12-04.
4. ↑  Bihr, Alain (9 Dec 2019). Le premier âge du capitalisme (1415-1763) Tome 3 - Coffret 2 vol.: Un premier monde capitaliste (بالفرنسية). Syllepse. ISBN:978-2-84950-792-6. Archived from the original on 2022-10-08. Retrieved 2021-12-04.

## انظر كذلك
Idris, Hady Roger (1959). La Berbérie orientale sous les Zirides, Xe-XIIe siècles (بالفرنسية). Adrien-Maisonneuve. Archived from the original on 2022-10-18. Retrieved 2021-12-04.

### مقالات ذات صلة
- الزيريديون
- إمارة صقلية